# Benda Mária
Szepesiné Benda Mária, Szepesi Zoltánné (Beregszász, Csehszlovákia, 1921. május 25. – Budapest, 2019. július 3.) kárpátaljai magyar könyvtáros. Fia Szepesi Attila költő.

## Élete
Benda Kálmán és Stampf Erzsébet gyermekeként született.
1960-1965 között az ELTE BTK hallgatója volt.
1947-1950 között a beregszászi városi kórházban a szemészeti osztályon asszisztensként dolgozott. 1950-ben áttelepült Magyarországra, az Országos Orvostudományi Információs Intézet és Könyvtárban könyvtáros, osztályvezető, főigazgató-helyettes, 1993-ig nyugdíjas szaktanácsadó volt. 1988-1990 között a Magyar Könyvtárosok Egyesületének orvosi könyvtáros csoportelnöke volt.
Kutatási területe az orvosi dokumentáció, információ. Elkészítette a XVI. századi magyar orvosi nyelv kéziratos szótárát.

## Művei
- Az Országos Orvostudományi Könyvtár és Dokumentációs Központ és könyvtári hálózata (1971)
- Tájékozódás az orvosi szakirodalomban (társszerző, 1971)
- Egyesületi és társadalmi élet Bereg megyében; Beregszászi Ny., Beregovo, 2003